# Gregory David Roberts
Gregory David Roberts, nato Gregory John Peter Smith (Melbourne, 21 giugno 1952), è uno scrittore australiano.

## Biografia
Dopo una militanza giovanile nel movimento studentesco, durante la quale professò idee politiche molto radicali, si avviò a una vita borghese. In seguito al fallimento del matrimonio e al conseguente distacco dalla figlia, cadde nella tossicodipendenza. Il bisogno di denaro per procurarsi l'eroina lo indusse a intraprendere la strada delle rapine a mano armata.
Arrestato nel febbraio 1978 e processato, fu condannato a 23 anni di detenzione e inviato nel penitenziario di Pentridge. La condanna fu ridotta in appello ma evase in compagnia di un altro recluso. Raggiunta casualmente Bombay si trattenne nella città indiana per otto anni, durante i quali visse in uno slum prestando assistenza sanitaria, in un'infermeria improvvisata, agli abitanti della baraccopoli, grazie all'esperienza di primo soccorso maturata negli anni della tossicodipendenza soccorrendo compagni di sventura in overdose e approfondita durante gli anni di reclusione.
In seguito a contatti con la mafia di Bombay intraprese la carriera di contrabbandiere di valuta, oro e passaporti per poi partire per la guerra in Afghanistan al fianco dei mujaheddin contro le truppe sovietiche. Arrestato per puro caso in Germania decise di rientrare in Australia per scontare la pena rimanente.
È arrivato alla notorietà con il romanzo Shantaram (Uomo della pace di Dio), che pur essendo, come dichiarato dall'autore stesso, un romanzo di fantasia, attinge largamente a fatti e luoghi reali delle sue avventurose vicende, prima in India e in seguito in Afghanistan. Anche se i personaggi sono inventati vengono resi in modo molto realistico anche grazie al fatto che sono ispirati da personaggi incontrati nella vita quotidiana.
Il libro, di cospicua mole, quasi 1200 pagine, ebbe tormentate vicende in quanto il manoscritto fu perduto e riscritto per ben due volte. Come lui stesso racconta, conserva le poche pagine che non sono andate perse della prima stesura, scritte in carcere e macchiate del suo sangue, nella sua cassaforte. La terza stesura fu quella che finalmente fu data alle stampe divenendo un grande successo editoriale. L'attore di Hollywood Johnny Depp nel 2008 ne ha acquistato i diritti cinematografici senza arrivare mai ad una concretizzazione del progetto. Solo dopo molti anni la Apple rileva i diritti del libro da Johnny Depp, intuendo le potenzialità di Shantaram come serie. Il risultato di questa intuizione è una serie tv formata da 12 episodi pubblicati sulla piattaforma Apple TV a partire dall'ottobre 2022.
Nell'ottobre 2015 è stato pubblicato per la casa editrice Grove Atlantic il suo secondo romanzo: The Mountain Shadow (considerato il seguito di Shantaram), uscito in Italia il 3 dicembre dello stesso anno con il titolo L'ombra della montagna.

## Opere
- Shantaram (2003), Vicenza, Neri Pozza, 2005 traduzione di Vincenzo Mingiardi ISBN 978-88-545-0057-0.
- L'ombra della montagna (The Mountain Shadow), Vicenza, Neri Pozza, 2015 traduzione di Vincenzo Mingiardi ISBN 978-88-545-0681-7.